# Gustav Pasig
Gustav Ludwig Pasig (* 17. Oktober 1833 in Wurzen; † 30. November 1895 in Lausigk) war ein evangelisch-lutherischer Pfarrer und deutscher Volksschriftsteller.
Pasig wurde als Sohn eines Schneidermeisters in Wurzen geboren. Von 1848 bis 1854 besuchte er das Gymnasium in Grimma. Ab 1862 war er als Diakonus in Johanngeorgenstadt im Erzgebirge tätig. 1866 wurde er nach Lausigk versetzt, wo er zunächst wieder als Diakonus und schließlich ab 1876 als Pfarrer eingesetzt war.
Sein Sohn Paul Richard Pasig (1852–?) betätigte sich ebenfalls als lutherischer Geistlicher und Schriftsteller. Sein in Johanngeorgenstadt geborener Sohn Walter promovierte 1893 mit der Dissertation Spinoza's Rationalismus und Erkenntnislehre im Lichte des Verhältnisses von Denken und Ausdehnung.

## Werke (Auswahl)
- Perpetua. Erzählendes Gedicht in drei Gesängen, 1869
- Glockensagen, 1880
- Dichtungen, 1882
- Unter dem Rautenkranz, Leipzig 1889